# خليل ماحي
خليل ماحي سياسي جزائري ، وزير العلاقات مع البرلمان من 2014 إلى 2015 في حكومة سلال الثالثة.

## وفاته
توفي في 7 جوان 2018 عن عمر 76 سنة و شييعت جثمان الفقيد، بمقبرة “عين البيضاء” في وهران.